# Heterolepidoderma loripes
Heterolepidoderma loripes is een buikharige uit de familie Chaetonotidae. Het dier komt uit het geslacht Heterolepidoderma. Heterolepidoderma loripes werd in 1981 voor het eerst wetenschappelijk beschreven door Martin. 